# Bob Mellish
Robert Joseph Mellish, baron Mellish (ur. 3 marca 1913 w Deptford, zm. 9 maja 1998) – brytyjski polityk, członek Partii Pracy, a następnie Partii Socjaldemokratycznej, minister w rządach Harolda Wilsona.

## Życiorys
Ojciec Mellisha był pracownikiem doków. Sam Mellish był trzynastym z czternaściorga dzieci. Po opuszczeniu szkoły rozpoczął pracę w ogólnokrajowym związku zawodowym. Po wybuchu II wojny światowej w 1939 został zmobilizowany. Wojnę zakończył jako major Królewskich Inżynierów w Azji Południowo-Wschodniej. W 1946 wygrał wybory uzupełniające w okręgu Rotherhithe i zasiadł w Izbie Gmin. Od 1950 reprezentował Bermondsey.
W 1950 został parlamentarnym prywatnym sekretarzem George’a Straussa, ministra zaopatrzenia. W 1951 objął to samo stanowisko u boku ministra emerytur George’a Isaacsa. W latach 1956–1977 stał na czele londyńskiego oddziału Partii Pracy. W 1964 został parlamentarnym sekretarzem w ministerstwie budownictwa i samorządu lokalnego. W latach 1967–1969 był ministrem prac publicznych. W latach 1969–1970 i 1974-1976 był parlamentarnym sekretarzem skarbu i głównym whipem rządu. Przez krótki czas w 1970 był ministrem budownictwa i samorządu lokalnego.
Po rezygnacji Harolda Wilsona w 1976 Mellish poparł kandydaturę Michaela Foota na lidera laburzystów, ale jego kandydat przegrał z Jamesem Callaghanem. Mellish wkrótce zrezygnował ze stanowisk rządowych. Po przejściu Partii Pracy do opozycji w 1979 Mellish sprzeciwiał się wzrastającym wpływom lewego skrzydła partii, co w końcu doprowadziło do decyzji o nieubieganiu się o reelekcję w kolejnych wyborach parlamentarnych. Równocześnie doszło do jego konfliktu z lokalnymi strukturami Partii Pracy dotyczącego następcy Mellisha. Sam deputowany popierał swojego stronnika Johna O’Gradyego, natomiast struktury partyjne poparły Petera Tatchella.
Kiedy stało się jasne, że to Tatchell zostanie laburzystowskim kandydatem w wyborach 1983, Mellish ogłosił wystąpienie z Partii Pracy. W listopadzie zrezygnował z miejsca w Izbie Gmin. W wyborach uzupełniających w 1983 popierał O’Gradyego, który nie uzyskał jednak mandatu. Przegrał również Tatchell, a nowym deputowanym z Bermondsey został liberał Simon Hughes. Mellish wstąpił następnie do Partii Socjaldemokratycznej. W 1985 został kreowany parem dożywotnim jako baron Mellish i zasiadł w Izbie Lordów. Zmarł w 1998.
Był kibicem Millwall F.C.